# 나혜연
나혜연(羅慧娟, Jacqueline Law，1966년 10월 10일 ~ 2012년 6월 30일)은 홍콩의 여자배우였다.
2012년 6월 30일에 싱가포르의 자택에서 췌장암으로 사망하였다.

## 출연작품

### 드라마
- 1987 서검은구록 書劍恩仇錄
- 1988 영단전기 嬴單傳奇
- 1989 개세호협 蓋世豪俠
- 1990 인재변연 人在邊緣
- 1990 옥면비호 玉面飛狐
- 1992 금사랑군 金蛇郎君
- 1995 법외영웅